# Agusta
La Agusta S.p.A. (pronuncia corretta: /aˈɡusta/; pronuncia accettabile: /ˈaɡusta/) è stata un'azienda aeronautica italiana operante nella costruzione di elicotteri e convertiplani. Nel 2000 si è fusa con la Westland Helicopters dando vita all'AgustaWestland. Dal 2021 “Agusta” è un marchio di Leonardo.

## Storia

### Gli inizi
Il creatore della società fu Giovanni Agusta che nel 1907 aveva iniziato la costruzione di velivoli senza motore e per tale scopo fondò a Palermo, nel 1908, la ditta Agusta Giovanni.
Trasferitosi nel nord Italia, nel 1919 l'azienda prese il nome di Costruzioni Aeronautiche Giovanni Agusta S.A. con l'intento di svolgere attività di manutenzione e riparazione degli aerei militari FIAT, Macchi e Savoia Marchetti. Le prime officine furono aperte a Tripoli, nel 1920, e a Bengasi, nel 1922. L'officina in Italia fu inaugurata nel 1923 a Cascina Costa, in adiacenza al campo di volo di Cascina Malpensa.

### La seconda generazione
Pochi anni dopo, nel 1927, Giovanni Agusta morì lasciando la ditta alla moglie Giuseppina Turetta e ai figli Domenico, Vincenzo, Mario e Corrado. Fu Domenico, insieme al fratello Vincenzo, ad assumere la guida della azienda e a seguirne lo sviluppo nella produzione e manutenzione di velivoli militari utilizzati dalla Regia Aeronautica fino alla fine della seconda guerra mondiale.
Nel 1945, a seguito delle clausole del trattato di pace, poi sfociate nei trattati di Parigi del 1947, venne proibita all'Italia la produzione di velivoli e l'azienda dovette fronteggiare un periodo di crisi che tentò di superare, cambiando le linee di produzione, adattandosi a costruire barche e autobus.

### Il dopoguerra
Proprio nel 1945, gli Agusta decisero di diversificare i prodotti e costruire motociclette, fondando la Meccanica Verghera Agusta, più nota come MV Agusta. L'adozione di tecnologie derivate dalle costruzioni aeronautiche e la passione di Domenico e Vincenzo Agusta per la meccanica consentirono di realizzare modelli di grande successo e moto da competizione che si affermarono nei campionati mondiali arrivando a vincere 63 campionati del mondo di motociclismo, di cui 17 campionati del mondo consecutivi della classe 500 cm³ negli anni sessanta fino agli inizi degli anni settanta.

Un Agusta-Bell AB204B dell'Aeronautica Militare nel 1966.

Nel 1950 cessarono i divieti relativi alle costruzioni aeronautiche imposti dal trattato di pace e l'Agusta riprese la produzione nel settore, sia realizzando piccoli quantitativi di biplani, sia effettuando manutenzioni sugli aerei di produzione degli Stati Uniti in dotazione all'Aeronautica Militare.

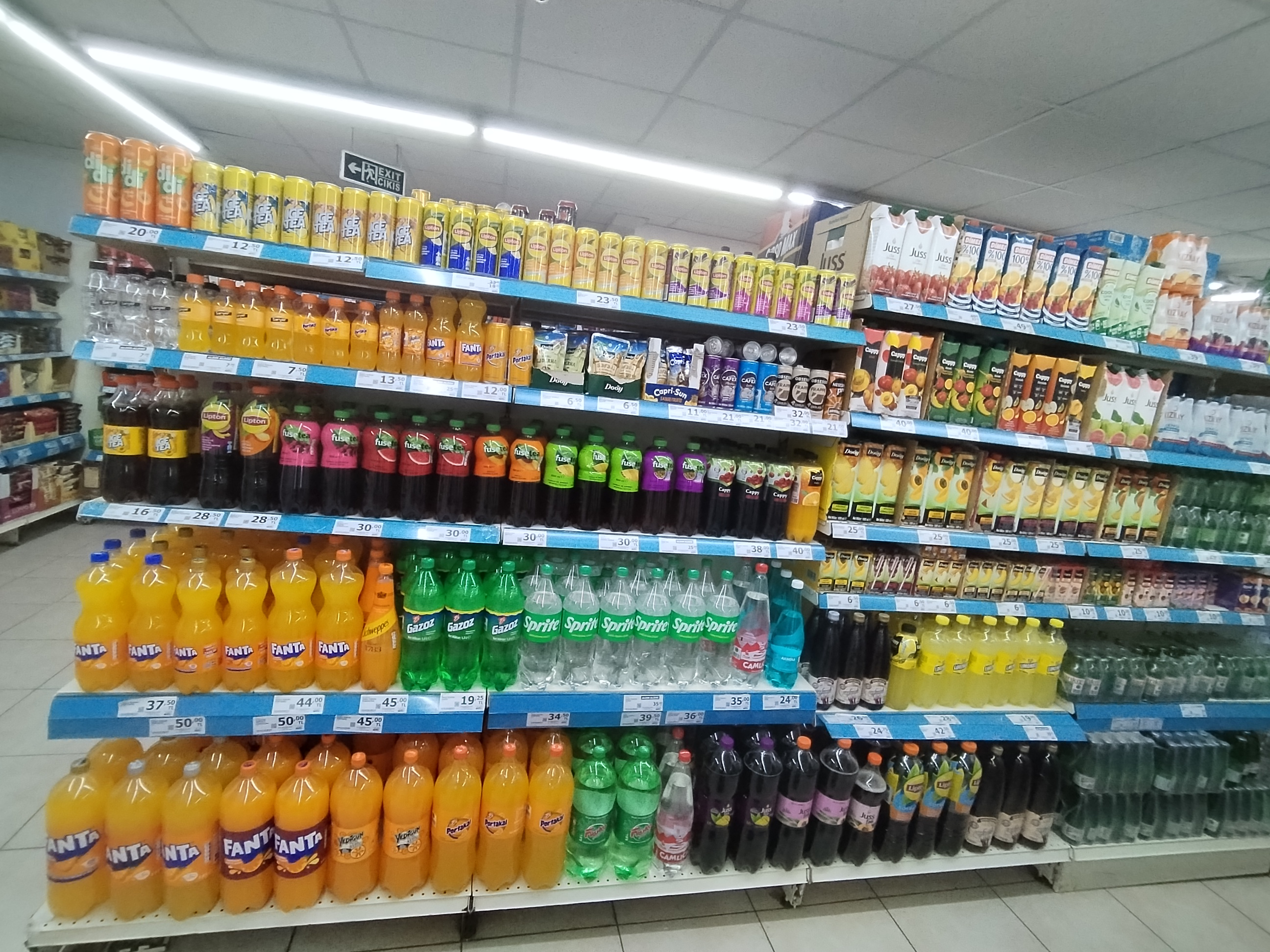
Foto dell'Agusta A101. Il terzo da destra è il conte Domenico Agusta

Nel 1952 l'Agusta entrò nel settore pionieristico degli elicotteri, acquisendo tramite il giornalista Leone Concato la licenza di costruzione, prima in Europa, del Bell 47. Quasi contemporaneamente, iniziarono le sperimentazioni di modelli di propria ideazione, quali l'Agusta A103 del 1953, l'Agusta A102 del 1959 o l'Agusta A104 del 1960, derivati dal Bell 47 e 48 e rimasti allo stato di prototipi.
Vincenzo Agusta morì nel 1958 e Domenico Agusta assunse ancora di più il ruolo di guida della ditta che portò a sempre maggiori risultati. Nel 1961, l'Agusta ricevette anche la licenza di costruzione per l'Agusta-Bell AB204, ma, traguardo più qualificante, il 19 ottobre 1964. volò l'Agusta A101, elicottero di classe detta "pesante", di concezione e progettazione tutta italiana. Questo successo tecnologico convinse l'altra società americana allora al vertice del settore, la Sikorsky, a stringere un accordo commerciale nel 1967. per la costruzione su licenza dell'Agusta-Sikorsky SH-3D. Nel 1969 fu acquisita la SIAI-Marchetti.

### L'EFIM

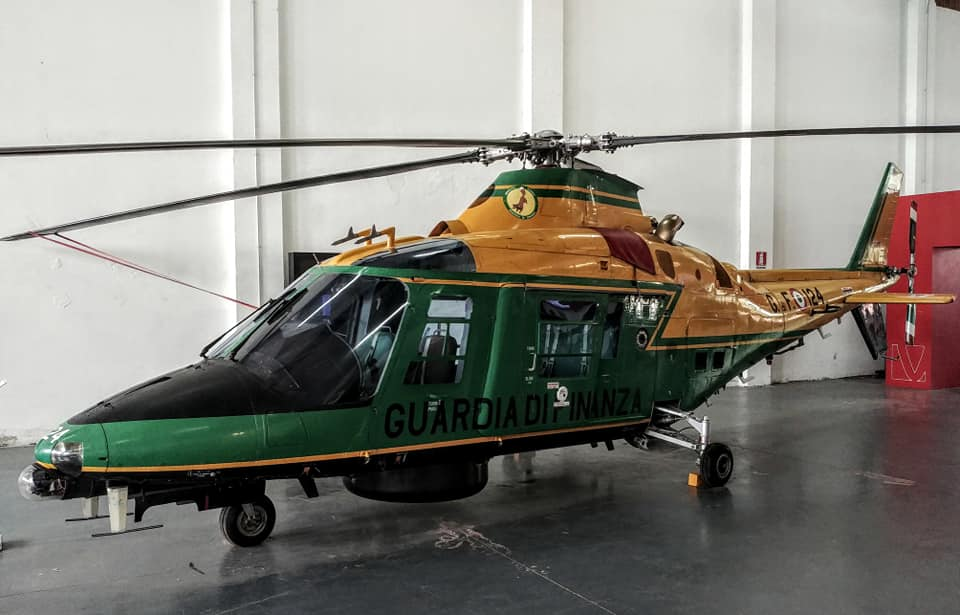
Agusta A109A II della Guardia di Finanza esposto al Parco e Museo di Volandia.

Domenico morì nel 1971 lasciando l'azienda al fratello Corrado. Con la morte dello storico capo azienda, l'Agusta si trovò a fronteggiare nuovamente un periodo di crisi, dovuto agli investimenti per l'A109, che portò la famiglia Agusta a vendere il 51% delle quote della società nel 1973 all'EFIM (Ente Partecipazioni e Finanziamento Industria Manifatturiera). L'ente di Stato considerò strategica per gli interessi nazionali la tecnologia delle costruzioni e della manutenzione degli elicotteri, ormai in buon numero in dotazione alle forze armate e alle forze di polizia, e avviò la creazione di un polo aerospaziale, costituito dalle varie aziende aeronautiche del settore, la Agusta, la Caproni, la Elicotteri Meridionali e la SIAI-Marchetti, acquisite e consolidate nel "Gruppo Agusta". L'EFIM, nel contempo avviò la dismissione del settore motociclistico e, come conseguenza, l'ultima vittoria nel campionato mondiale si ebbe nel 1976 per arrivare nel 1980 alla cessazione della produzione di motociclette.
Nel 1975 venne avviata la produzione di serie dell'Agusta A109 che si è rivelato essere uno dei maggiori successi della azienda. L'A109 è un elicottero biturbina civile e militare, tuttora in produzione con il nome di AgustaWestland AW109, dopo la commercializzazione di oltre 500 esemplari nelle differenti varianti. Corrado Agusta restò presidente fino al 1982, con la cessione completa delle quote all'Efim.

### Dagli anni ottanta ad oggi
Nel 1983 volò il primo prototipo dell'Agusta A129 Mangusta. Si trattò del primo elicottero d'attacco progettato e costruito interamente in Europa. L'elicottero non ebbe un grande successo commerciale mondiale ma è in dotazione all'Esercito Italiano.
Gli anni ottanta videro l'avvio di altre collaborazioni da parte dell'Agusta:

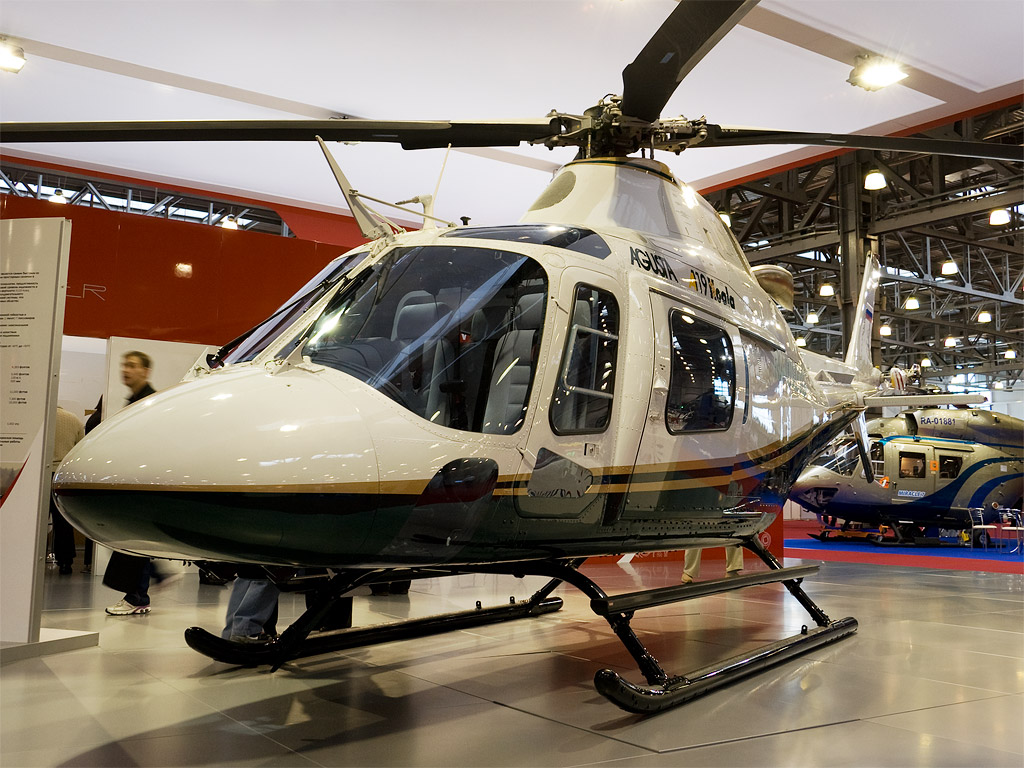
Un Agusta A119 Koala

- Nel 1981 Agusta e la britannica Westland avviarono lo sviluppo dell'AgustaWestland EH101, un elicottero di classe pesante nato per rispondere ai requisiti della Royal Navy e della Marina Militare, intenzionate a rinnovare la flotta di elicotteri.
- Nel 1985 venne avviato il programma congiunto con le industrie elicotteristiche di Francia, Germania e Paesi Bassi per lo sviluppo e la produzione dell'NHI NH90, un elicottero della classe medio-pesante richiesto dalle rispettive forze armate.

Nel 1988, venne alla luce uno scandalo per corruzione, durante la fornitura di A109 per le forze armate del Belgio, quando venne appurato che erano state pagate tangenti ai due Partiti Socialisti Belgi al governo per oltre 50 milioni di franchi per ottenere la commessa. Lo scandalo portò alle dimissioni e alla incriminazione del segretario generale della NATO Willy Claes. Lo scandalo, raggiunse in Belgio la fama dello scandalo Lockheed in Italia, relativo all'acquisto di 14 C-130 Hercules agli inizi anni settanta, e si concluse senza alcun provvedimento a carico dell'Agusta SpA.
Negli anni novanta venne avviata la produzione o l'attività prototipica relativa ai seguenti modelli:
- 1994, Agusta A109 Power
- 1995, Agusta A129 International
- 1997, Agusta A119 Koala
- In aggiunta all'A109 Power venne introdotto l'A109 Power Elite. Una versione dell'A109 Power con miglioramenti per il comfort.
- 2003, Agusta A139
- 2004, Agusta A109 LUH
- 2005, Agusta "Grand"
- 2007, Agusta "Nexus"

### L'acquisizione della Westland
Nel 1998, l'Agusta realizzò una joint venture con la Bell denominata Bell/Agusta Aerospace Company per lo sviluppo dell'elicottero allora denominato Bell/Agusta AB-139 e del convertiplano Bell-Agusta BA609. La Bell in seguito si ritirò dal progetto AB139, che dunque fu rinominato AgustaWestland AW139.
Nel luglio del 2000 la Finmeccanica SpA e la GKN plc firmarono l'accordo per la fusione delle rispettive controllate del settore elicotteristico (la Agusta e la GKN-Westland Helicopters), creando la AgustaWestland. Il 26 maggio 2004 la GKN vendette interamente la sua quota azionaria e AgustaWestland passò totalmente nelle mani di Finmeccanica; dal 2016 è confluita nel gruppo Leonardo.

### La nascita del marchio "Agusta"
Dall'ottobre 2021 “Agusta” è diventato un marchio di Leonardo; il nuovo marchio, presentato in occasione di Expo Dubai 2020 durante l’inaugurazione del terminal elicotteristico “Casa Agusta”, è nato per consolidare il settore dell’ala rotante nel mercato VIP.